# Cezve

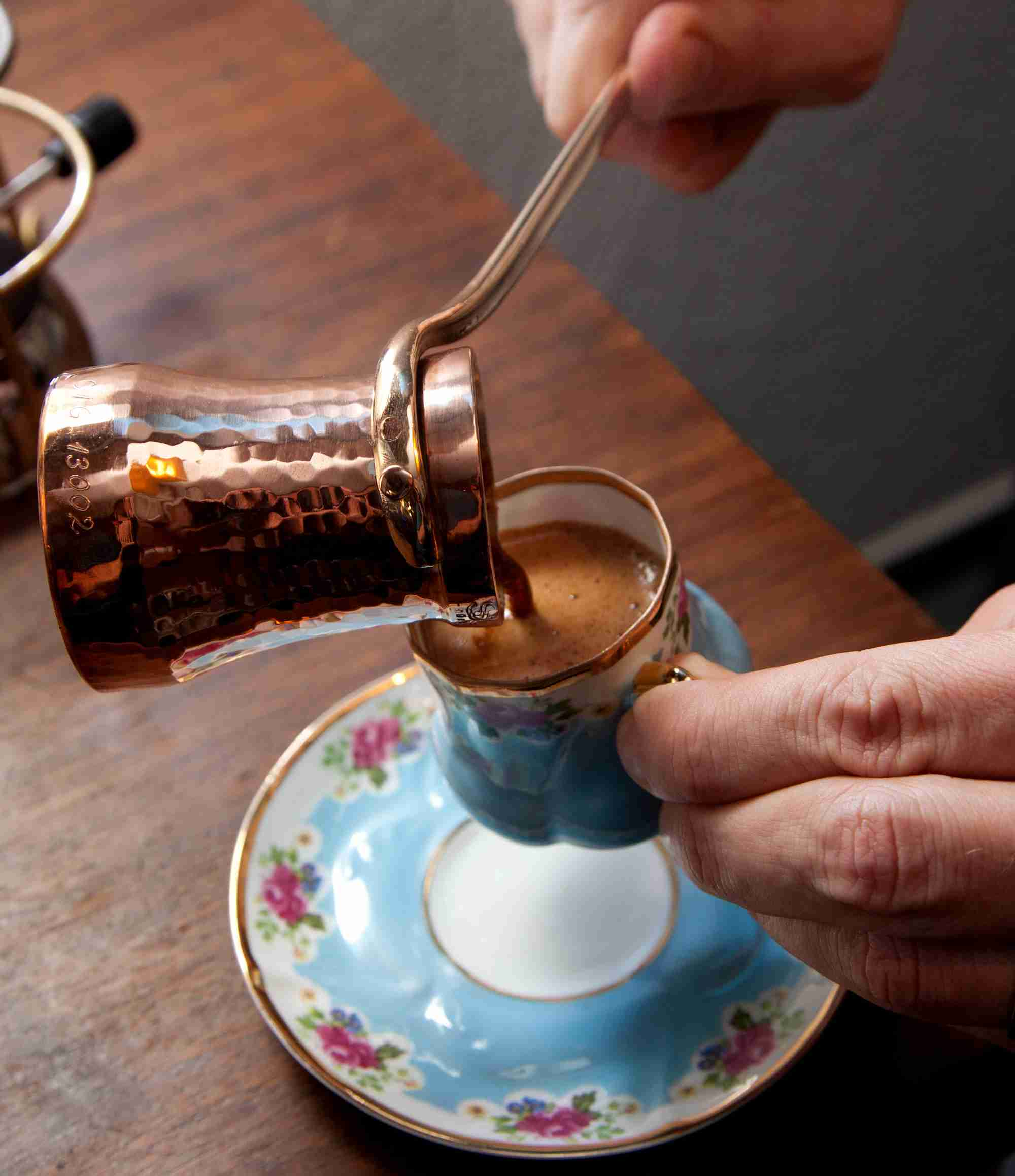
Egy csésze török kávé vörösréz cezvéből kitöltve, valahol Törökországban.

A cezve [dzsezve] egy hagyományos nyéllel ellátott edény, amelyet főleg török kávé készítéséhez használnak. Az edény anyaga rendszerint vörösréz, de időnként aranyból, vagy ezüstből is készülhet. Újabban azonban anyaga lehet rozsdamentes acél, alumínium, vagy kerámia is. A hosszú nyél megakadályozza, hogy a kávé elkészítésekor égési sérüléseket szenvedjen az ember, míg karimáját úgy alakítják ki, hogy az megkönnyítse a kávé kiöntését. 
A cezve török eredetű szó, amely az arab جذوة (jadhwa) szóból ered. E szó helyi változatai például a jezve, čezve, illetve a xhezve, albánul. Bosznia-Hercegovinában, Szerbiában, Montenegróban, Horvátországban, Szlovákiában, Szlovéniában és Csehországban džezva néven ismerik.
Görögül briki néven ismerik, Macedóniában: ѓезве (ǵezve) néven, Örményországban Ջազվա (jazva) néven, héberül finjan, Koszovóban és Albániában xhezve, levantei arab nyelven: rakwa, tunéziai arab nyelven: zezwa, egyiptomi arab nyelven: kanaka, palesztin arabul: ghallāye, Lengyelországban: dżezwa, vagy újabban findżan, oroszul: mурка, ukránul джезва, románul: ibric a neve. 
Az ibrik egy arab eredetű szó, török közvetítéssel terjedt el a világon. Alapja a perzsa āb (víz) és riz (csésze) szavakból tevődik össze. 

## Fordítás
Ez a szócikk részben vagy egészben  a   Cezve című angol Wikipédia-szócikk ezen változatának fordításán alapul.  Az eredeti cikk szerkesztőit annak laptörténete sorolja fel. Ez a jelzés csupán a megfogalmazás eredetét és a szerzői jogokat jelzi, nem szolgál a cikkben szereplő információk forrásmegjelöléseként.